# Вікі Голланд
Вікі Голланд (англ. Vicky Holland; нар. 12 січня 1986, Глостер, Велика Британія) — британська тріатлоністка, бронзова призерка Олімпійських ігор 2016 року. Чемпіонка світу 2018 року.

## Досягнення
- Олімпійські ігри: третє місце — 2016.
- Чемпіонат світу: перше місце — 2018.
- Чемпіонат світу (естафета): перше місце — 2012, 2014; третє місце — 2015.
- Чемпіонат Європи: друге місце — 2013.
- Ігри Співдружності: перше місце — 2014 (естафета); друге місце — 2018 (естафета); третє місце — 2014.

## Статистика
Статистика виступів на головних турнірах світового тріатлону:
| Дата | Назва турніру              | Місце | Очки     | Примітки |
| ---- | -------------------------- | ----- | -------- | -------- |
| 2009 | Світова серія              | 76    | 174      | [ 1 ]    |
| 2010 | Світова серія              | 8     | 2651     |          |
| 2011 | Чемпіонат світу (спринт)   | 19    | 01:00:00 |          |
|      | Чемпіонат світу (естафета) | NC    | 00:20:17 |          |
| 2011 | Світова серія              | 33    | 922      |          |
| 2012 | Олімпійські ігри           | 26    | 02:02:55 |          |
|      | Чемпіонат світу (естафета) | 1     |          |          |
| 2012 | Світова серія              | 21    | 1813     |          |
| 2013 | Світова серія              | 33    | 1063     |          |
|      | Чемпіонат світу (естафета) | 1     | 00:21:02 |          |
| 2014 | Світова серія              | 30    | 1424     |          |
| 2015 | Чемпіонат світу (естафета) | 3     | 00:20:35 |          |
| 2015 | Світова серія              | 4     | 3952     |          |
| 2016 | Олімпійські ігри           | 3     | 01:57:01 |          |
| 2016 | Світова серія              | 13    | 2446     |          |
| 2017 | Світова серія              | 46    | 586      |          |
| 2018 | Чемпіонат світу (естафета) | 4     | 00:20:51 |          |
| 2018 | Світова серія              | 1     | 5540     |          |
| 2019 | Світова серія              | 12    | 1986     |          |
| 2020 | Світова серія              | 31    | 00:56:38 |          |

## Галерея

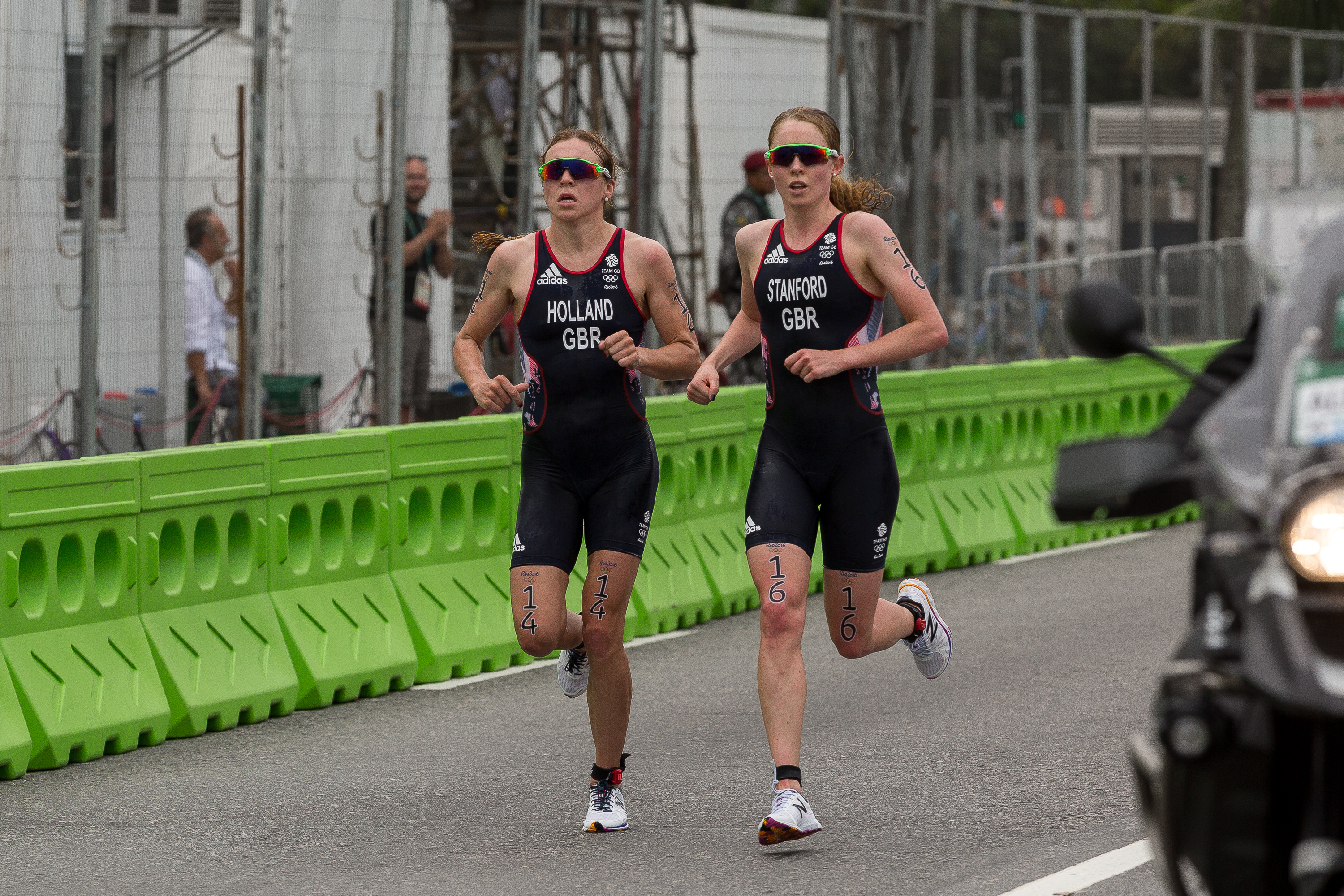
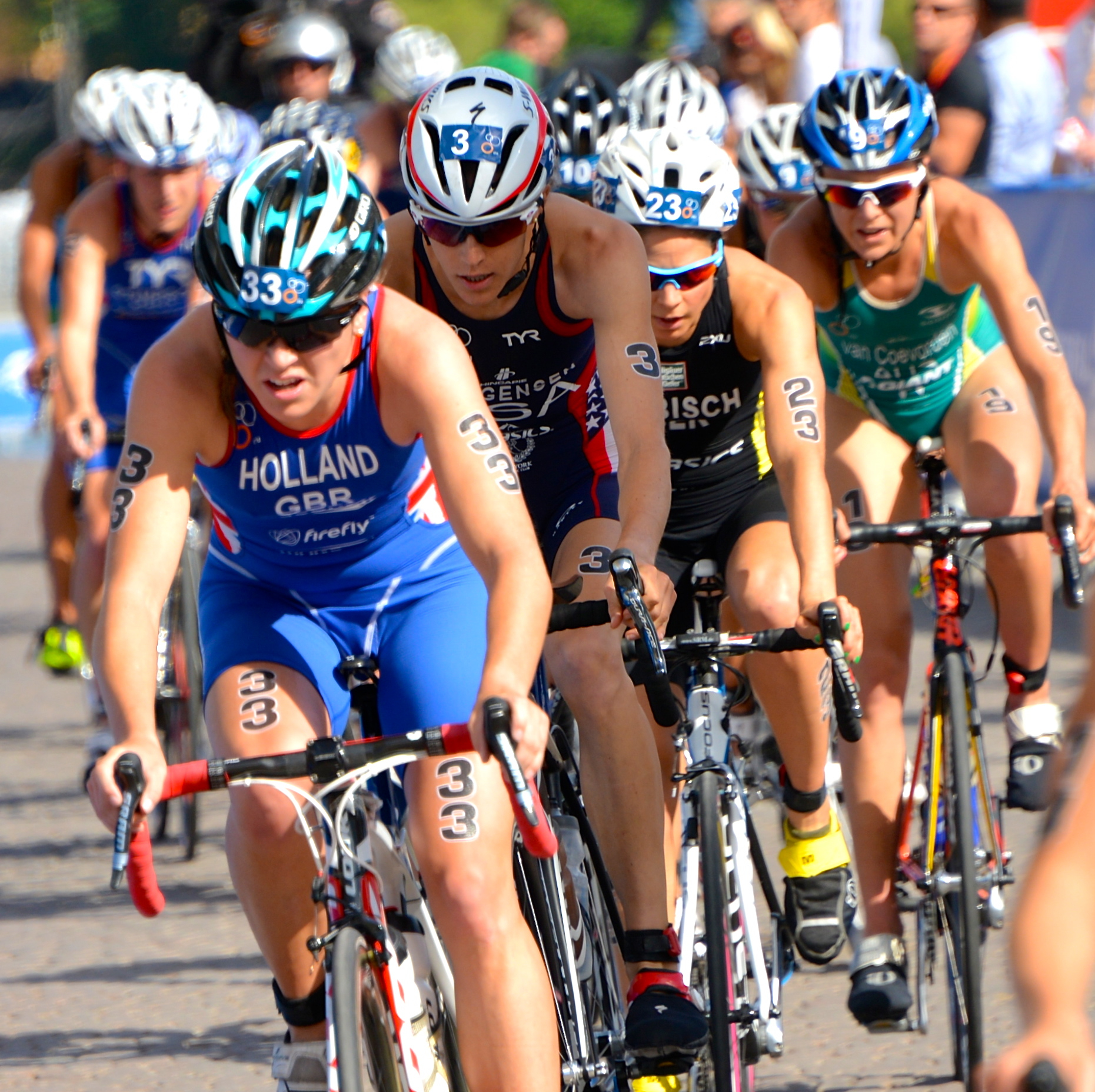